# Rainbow (formație K-Pop)
Rainbow a fost o formație de fete din Coreea de Sud înființată în 2009 de DSP Media. Grupul era format din șapte membre sud-coreene: Woori, Seungah, Jaekyung, Noeul, Yoonhye, Jisook și Hyunyoung. Și-au lansat EP-ul de debut Gossip Girl pe 12 noiembrie 2009. La 27 octombrie 2016, grupul s-a desființat oficial să se desființeze, după ce niciuna din membre nu și-a reînnoit contractul. 

## Discografie
- Gossip Girl (2009)
- So Girls (2011)
- Rainbow Syndrome (2013)
- RB Blaxx (2014)
- Innocent (2015)
- Prism (2016)